# Ophyx ochroptera
Ophyx ochroptera är en fjärilsart som beskrevs av Achille Guenée 1852. Ophyx ochroptera ingår i släktet Ophyx och familjen nattflyn. Inga underarter finns listade i Catalogue of Life.